# Hugo Stöcker
Hugo Adolph Florenz Ludwig Stöcker (* 13. Dezember 1830 in Nieder-Wildungen; † 11. Februar 1873 in Arolsen) war ein deutscher Jurist und Politiker.
Stöcker war der Sohn des Hofrates Dr. med. Carl Stöcker (1798–1849) und dessen Ehefrau Dorothee, geborene Trainer (1809–1863). Er heiratete am 28. Oktober 1859 in Nieder-Wildungen Clara Marianne Hermie Ottilie Schreiber (1833–1887). Stöcker studierte Rechtswissenschaften in Jena und wurde Rechtsanwalt. Später war er Finanzrat in Arolsen und wurde 1868 zum stimmberechtigten Mitglied bei der Domänenkammer ernannt.
1870 bis 1872 war er Abgeordneter im Landtag des Fürstentums Waldeck-Pyrmont. Er wurde im Wahlkreis Kreis der Twiste gewählt.